# Percy Wyndham-O’Brien, 1. Earl of Thomond
Percy Wyndham-O’Brien, 1. Earl of Thomond (geborener Wyndham, * um 1723; † 21. Juli 1774) war ein irischer Peer und britischer Politiker.
Percy Wyndham war der jüngere Sohn von Sir William Wyndham, 3. Baronet, aus dessen erster Ehe mit Lady Catherine Seymour, einer Tochter von Charles Seymour, 6. Duke of Somerset. Er besuchte von 1737 bis 1740 die Westminster School und anschließend das St Mary Hall College der Universität Oxford, anschließend unternahm er eine Grand Tour. Er erbte am 20. September 1741 die hauptsächlich in Irland liegenden Güter seines Onkels Henry O’Brien, 7. Earl of Thomond, der mit der Schwester seiner Mutter verheiratet war, und ergänzte deshalb seinen Familiennamen zu Wyndham-O’Brien. Von 1745 bis 1747 war er Abgeordneter im House of Commons als Burgess für Taunton, von 1747 bis 1754 für Minehead, von 1754 bis 1761 für Cockermouth, von 1761 bis 1768 wieder für Minehead und von 1768 bis zu seinem Tod für Winchelsea.
Er trat als Redner im Parlament fast nie in Erscheinung, unterstützte aber die Politik seines Bruders Charles Wyndham, 2. Earl of Egremont, und seines Schwagers George Grenville. Mehrfach hatte er hohe Staats- und Hofämter inne, so war er von Dezember 1755 bis November 1756 einer der Lord Commissioner of the Treasury. Mit der Regierungsübernahme von Cavendish verlor er sein Amt, weswegen ihm Cavendish am 11. Dezember 1756 die Titel Earl of Thomond und Baron Ibrackan verleihen ließ. Da diese Titel zur Peerage of Ireland gehörten, waren sie mit einem Sitz im irischen, nicht aber im britischen House of Lords verbunden, sodass Wyndham auch weiterhin Abgeordneter im britischen House of Commons bleiben konnte. Von Juli 1757 bis November 1761 hatte er das Hofamt des Treasurer of the Household inne, weshalb er am 8. Juli 1757 auch Mitglied des Privy Council wurde. Von 1761 bis 1765 war er Cofferer of the Household und von 1764 bis zu seinem Tod Lord Lieutenant von Somerset.
Wyndham blieb unverheiratet, nach dem frühzeitigen Tod seines Bruders 1763 wurde er Vormund seines zwölfjährigen Neffen George Wyndham, 3. Earl of Egremont. Er lebte hauptsächlich in London oder auf seinen englischen Gütern und besuchte fast nie seinen Besitz in Irland. Er starb am 21. Juli 1774 an einem Schlaganfall. Seine Adelstitel erloschen mit seinem Tod, seine Güter erbte sein Neffe George Wyndham.